# Stu Rasmussen
Stu Rasmussen (nascido em 1948) é um político americano e homem de negócios do estado de Oregon. Foi eleito presidente de câmara da cidade de Silverton em Novembro de 2008, tendo sido eleito duas vezes antes para o cargo na década de 90. Foi também membro da conselho municipal por três vezes.
Rasmussen descreve-se como conservador na área económica, e liberal na área social.
Stu for Silverton é um novo roteiro musical escrito especialmente para o teatro pelo cantor-roteirista nova-iorquino Breedlov, baseado na vida de Stu Rasmussen, oficialmente a entrar na praça no verão de 2013 na estabelecida casa Intiman Theatre de Seattle, Washington, Estados Unidos, sob direção de Andrew Russell, diretor artístico do Intiman Theatre.

## Vida pessoal
Rasmussen afirma que praticou o crossdressing toda a sua vida, mas só se revelou publicamente como tal em 1993, e submeteu-se em 2000 a uma mamoplastia de aumento. Contudo, Rasmussen, que tem um relacionamento com a mesma mulher, Victoria Sage, há mais de 30 anos, continua identificando-se como homem. Apesar de não ser frequente crossdressers submeterem-se a alterações corporais, Rasmussen não é, nem se assume, como transgénero.